# Camp de concentració de Wöbbelin
El camp de concentració de Wöbbelin és un camp de concentració que va ser organitzat a Wöbbelin per la Schutzstaffel (SS) del 12 de febrer del 1945 fins a la seva alliberació per l'exèrcit americà el 2 de maig del mateix any.

## Història
La seva creació va decidir-se pel comandament del camp de concentració de Neuengamme vers la fi de l'any 1944. Es va crear un petit camp anomenat «Reiherhorst» per presoners militars italians de Rastow i esclaus. La nit del 14 al 15 febrer del 2015 van arribar 500 presoners evacuats de camp de Neuengamme, inicialment per a construir un Stalag per a presoners militars alemanys i americans. El camp era sota el comanament de l'SS Obersturmbannführer Paul Werner Hoppe, abans comandant del camp de concentració de Stutthof i el seu adjunt l'SS Hauptsturmführer Theodor Konrad Jakob Meyer.
Aviat va servir per a l'empresonament provisional de presoners de camps evacuats durant les anomenades marxes de la mort en l'ona de crims de la fase final. Només es van construir uns cinc barracons mal acabats amb terra nu i sense finestres o on vivien els presoners que inicialment explotats per a la construcció però aviat transformat en pelotó de cadàvers (en alemany Leichencommando). La SS aviat va abandonar qualsevol subministració d'aliments, i transformar el camp en residència de mala mort. En la curta existència del camp, dels cinc mil presoners originaris d'almenys vint països, mil van morir. Tot i després de l'alliberació uns dos-cents més van morir en no poder recuperar-se del maltractament.
Com que els agents de la SS no volien que els aliats trobessin testimonis vius aviat van decidir d'evacuar el camp. Per una avaria a la locomotiva, el tren que havia de transportar-les cap a Lübeck mai no va partir en la situació caòtica de les darreres setmanes de la Segona Guerra Mundial. Després de carregar el tren, la SS va perquirir el camp abandonat i executar tots els presoners que van intentar amagar-se. Després d'un dia, van tornar els presoners del tren cap al camp i preparar una marxa de la mort. Van deixar uns tres mil cinc-cents presoners al camp, la majoria Muselmänner (nom utilitzat pels nazis per a indicar presoners emaciats per l'extrema desnutrició fins a l'exhaustió i l'agonia i considerats com inofensius per la seva mort imminent).
La nit abans l'arribada dels americans, les guardes de la SS van fugir. Mai la justícia alemanya va poder o voler identificar les responsables ni les guardes durant la postguerra. El camp va ser alliberat el 2 de maig del 1945 per la 82a Divisió Aerotransportada de l'exèrcit dels Estats Units, sota la direcció del general James Gavin. Va testimoniar: «podíem flairar el camp abans de veure'l». Al seu llibre On to Berlin, James Gavin utilitza el nom erroni de Wobelein una paraula que va continuar en moltes publicacions americanes sobre el subjecte. Cinquanta anys després, un verterà americà i jueu, Bob Sperling que havia participat en moltes batalles a Itàlia, França i Alemanya i que va participar en l'alliberació de Wöbbelin encara testimonieja: «Després de tot el que vaig viure, això era el més terrible, tot i que mai no trobar-me en perill personal. Aquesta gent eren esquelets. Van sofrir molt més que tot el que ja vaig patir.» L'exèrcit americà va obligar a la població civil alemanya d'obrir les fosses comunes i d'excavar una tomba individual per a cada víctima a Wöbbelin i els municipis veïns. Van organitzar una cerimònia funerària a la ciutat de Ludwigslust i van obligar que un membre de cada família alemanya hi participi. Durant el seu in memoriam, el capellà de l'exèrcit americà va dir a la població i als representants de l'exèrcit alemany:
| « | Aquí es van cometre crims en nom del poble alemany. […] S'han deixat morir de fam aquests homes dels Països Baixos, Rússia, Polònia, Txecoslovàquia i França. A menys de sis quilòmetres de les vostres cases confortables 4000 homes van ser forçats a viure com animals, sense tot i els aliments que vosaltres donaríeu als vostres gossos. En tres setmanes, 1000 homes van morir de fam, 800 van ser enterrats en fosses comunes fora del camp al bosc veí. Els 200 homes que sebollim avui van ser trobats en piles de quatre o cinc en un edifici, o jacents al mig de malalts i moribunds en un altre edifici. | » |

Unes cent seixanta víctimes van ser enterrades al parc del museu dedicat a Theodor Körner (1791-1813). Després de la guerra, el 1965 el museu va ser transformat i té ara una doble funció: la de centre d'interpretació i monument commemoratiu del camp i museu dedicat a l'escriptor. Després de la guerra, de 1945 al 1948 el camp va ser utilitzat per l'ocupant soviètic per a albergar en règim obert expulsats alemanys d'enllà de la línia Oder-Neisse, i agricultors i latifundistes expropiats.
Entre els presoners que van sobreviure hi ha el cineasta hongarès Gyula Trebitsch, el polític i escriptor francès i David Rousset el fundador de la comunitat jueva de Mecklemburg Franz Unikower.

### Víctimes catalanes conegudes
- José Gras Barrera (Alcanar, 2 d'agost de 1915 - Wöbbelin, 1 de maig de 1945).[6]
- Lluís Miralles (Riudecanyes, 29 de gener de 1922 - Wöbbelin, 5 de maig de 1945).[7]

## Galeria

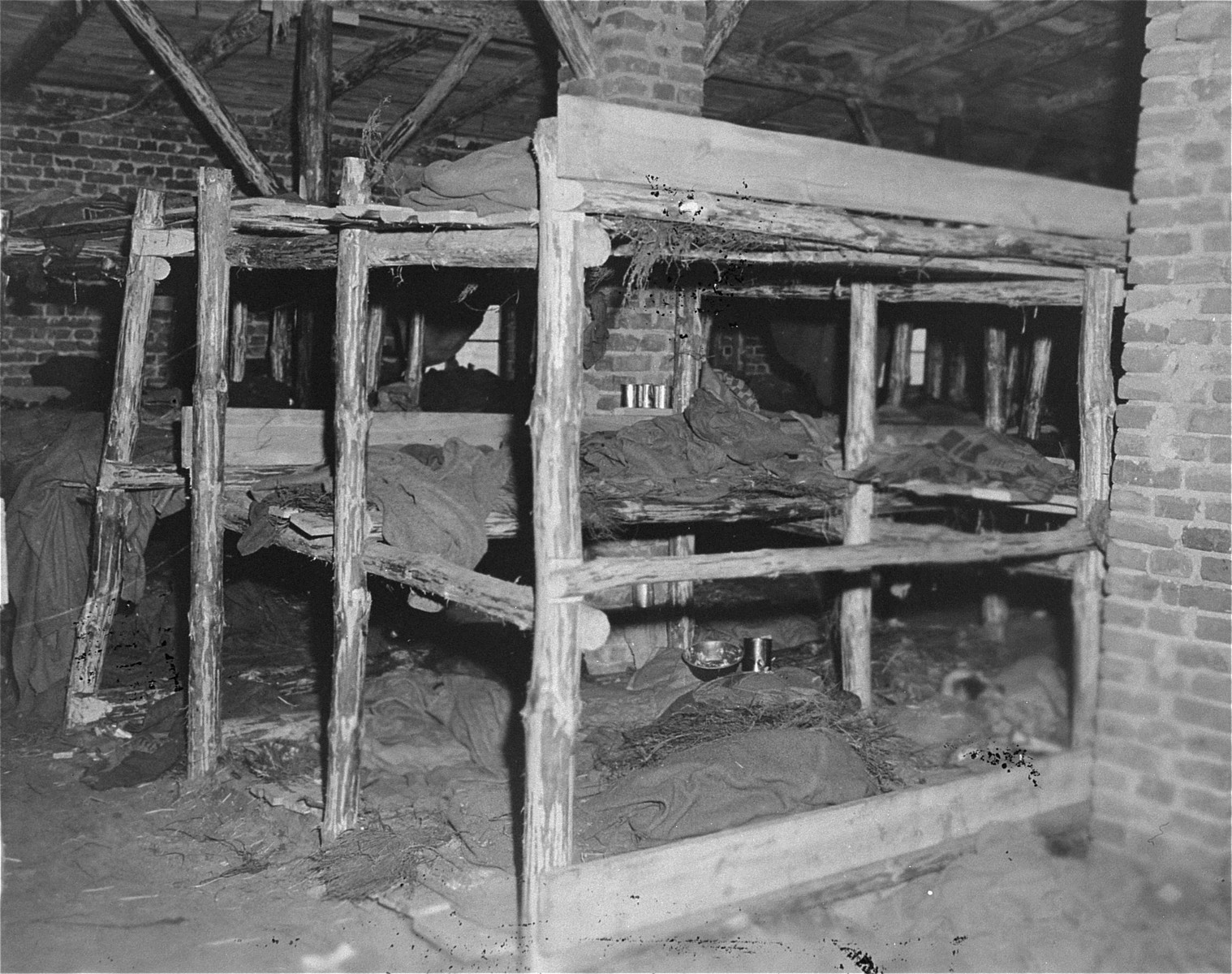
Dormitori
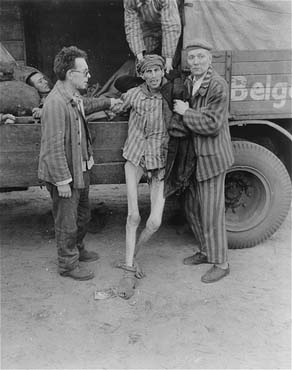
Transport d'un presoner de Wöbbelin vers l'hospital després de l'alliberació del camp
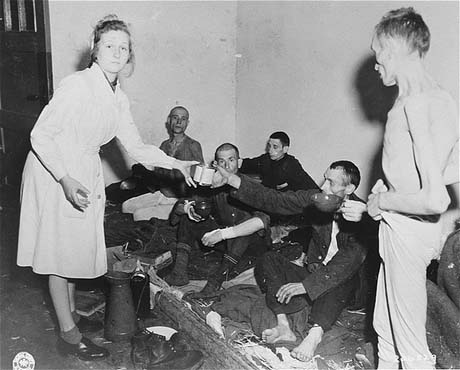
Una infermera cura uns presoners després de l'alliberació